# Cálice

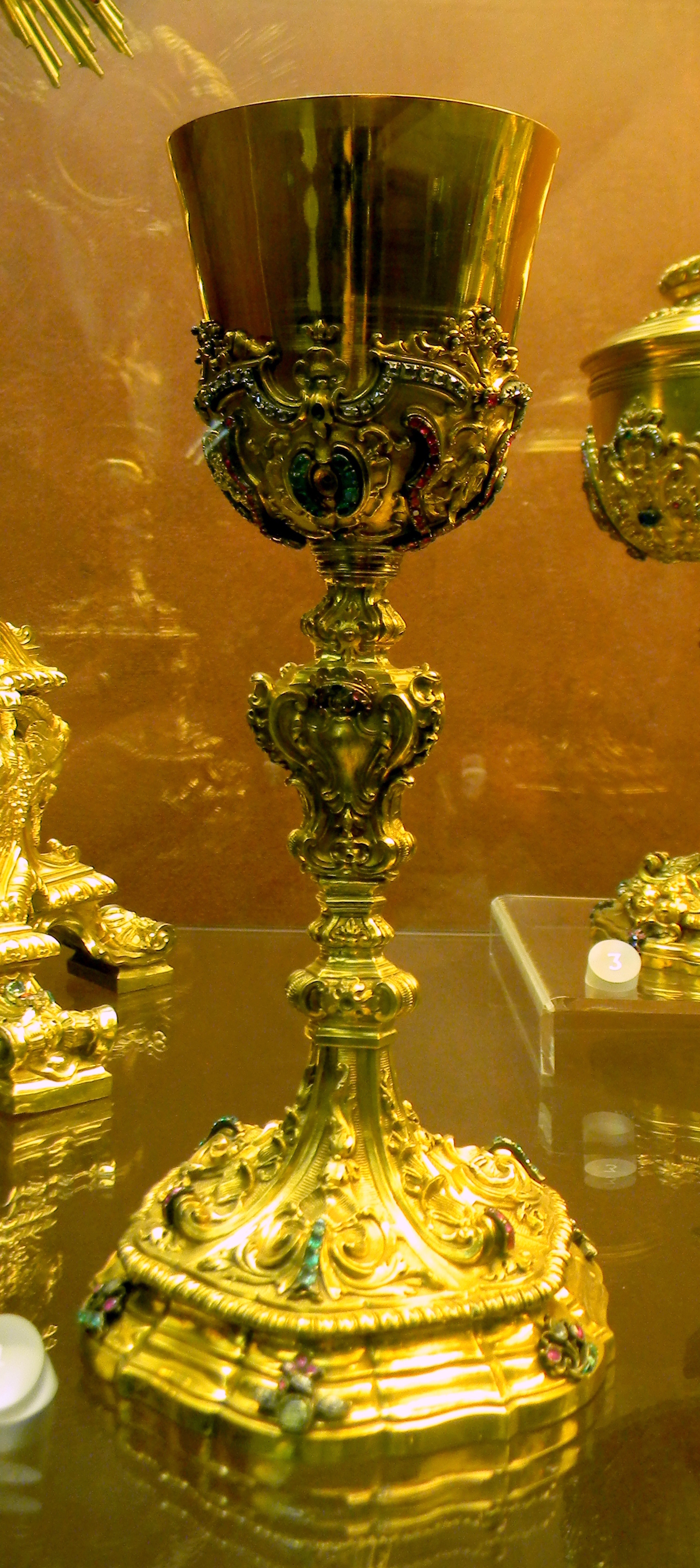
Cálice em ouro, prata dourada e pedras preciosas do século XVIII

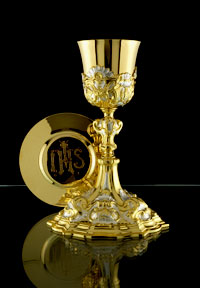
O cálice e, ao fundo, a patena

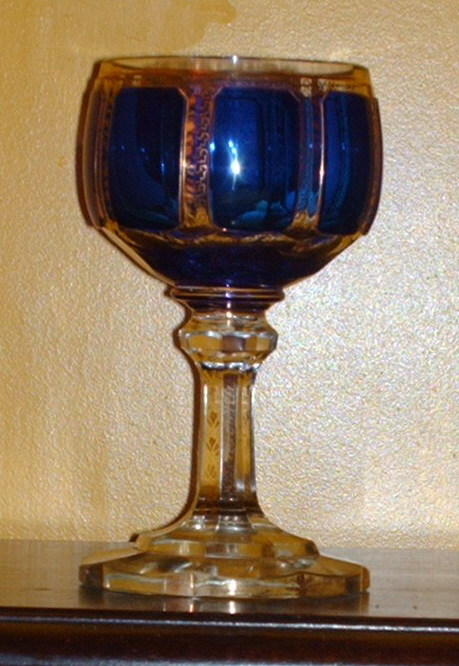
Cálice de Cristal

O cálice (do latim calix ou do grego kylix que era usado nos simpósios) é um recipiente destinado a conter líquidos para beber.
É usado concretamente em certos rituais cristãos para conter o vinho com água, sendo apresentado no altar.

## Uso na missa cristã
Na missa católica, o cálice representa o Santo Graal, ou seja, o cálice que Jesus Cristo teria usado n a Última Ceia. É usado na Liturgia eucarística e no Rito da Comunhão. Antes e depois desses momentos, ele fica vazio, de forma que água e o vinho que serão usados na Consagração ficam em recipientes à parte, as galhetas.

### Objetos e alfaias que acompanham o cálice
Junto ao cálice, encontramos sempre:
- a patena, que leva consigo a hóstia grande.
- o sanguíneo, um pano retangular e comprido que serve para purificar, ou seja, limpar o cálice após a Comunhão.
- a pala, que serve para cobrir o cálice.
- o corporal, pano no qual se coloca o cálice, a patena e as âmbulas.

### Exigências para o fabrico
O cálice não tem matéria-prima certa para ser confeccionado: pode ser feito de metal, vidro, entre outros materiais. Todavia, depois do Concílio Ecumênico Vaticano II, determinou-se que nos cálices feitos de metal devem ter a sua copa, ou seja, o lugar em que se deposita o vinho e a água, na cor dourada, não sendo necessário ser composto de Ouro.

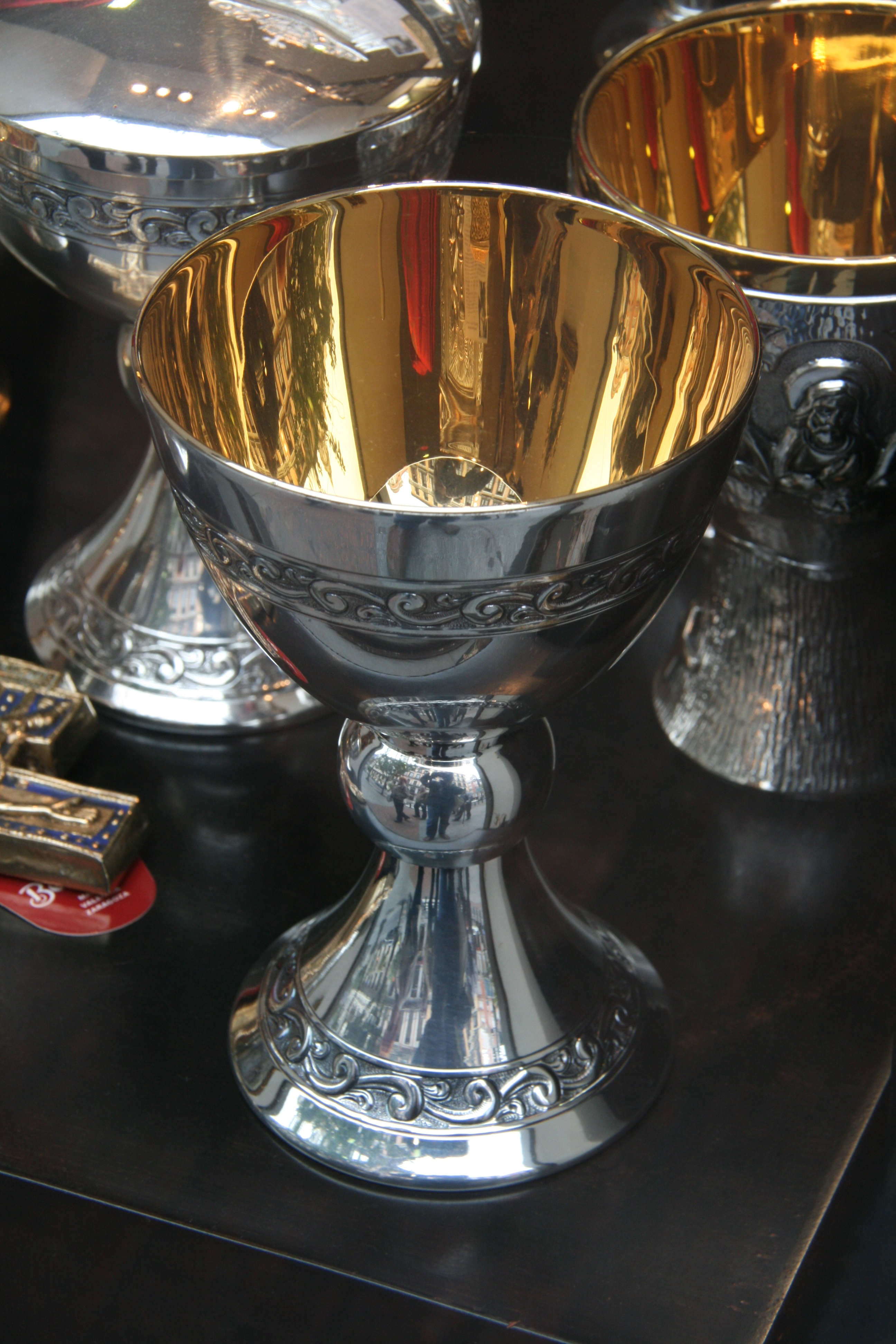

## Uso no Wiccanismo
O cálice é usado em rituais e sabbat da religião Wicca. Representa o feminino e o elemento água. No altar, é colocado no lado esquerdo.

### Objetos que acompanham o cálice
- Athame ou punhal
- bastão
- Pentagrama

### Fabricação do cálice
Não há exigências com relação ao material usado. Mas precisa de cuidados em relação ao material do cálice que irá utilizar no ritual, para que não haja reação química com a bebida a ser utilizada.

## Uso no Judaísmo
Com a importância do vinho em muitos rituais judaicos, foram produzidos cálices com técnicas diferentes para cada solenidade. No Sêder de Pessach, é colocado um cálice especial na mesa para homenagear o Messias. E durante o ritual, são passados quatro cálices durante momentos distintos: o cálice de qiddush, o cálice de hagadá, o cálice da benção e o cálice de Hallel. Os antigos artesãs judaicos tinham técnicas tão elaboradas para a confecção de cálices cerimoniais, que muitos desses cálices estão expostos em museus como na Casa Museu Eva Klabin no Rio de Janeiro, Museu Judaico em Nova York e Museu de Israel em Jerusalém,

## Simbolismo do Cálice

### Na farmácia
No símbolo dos farmacêuticos é utilizado um cálice e uma serpente. Este símbolo chama-se cálice de Hígia.

### Na imagem de Santa Bárbara
Nas imagens de Santa Bárbara, no catolicismo, é utilizado um cálice em uma mão e uma palma e espada na outra mão. O cálice simboliza a conversão e comunhão de Santa Bárbara ao catolicismo.

### Na imagem de Dionísio
Nas imagens de Dionísio, da mitologia grega, é utilizado um cálice em uma mão e um cacho de uvas na outra mão. O cálice, juntamente com a uva, representa o vinho.

### Nas Escadas de Jacó
Nas imagens da Escadas de Jacó, na maçonaria, é utilizado um cálice, uma cruz e uma âncora nos degraus. O cálice representa a caridade.

## O Cálice de Licurgo
O Cálice de Licurgo é um cálice romano do século IV, que faz parte do acervo do Museu Britânico desde 1950. Este cálice de vidro muda de cor, do verde ao vermelho, dependendo da posição que é iluminado. Pesquisadores, depois de testes e análises, descobriram que os romanos utilizaram a técnica de nanotecnologia, onde utilizaram nano partículas de ouro e prata no vidro para esse ocorrer o efeito na mudança de cor. Os pesquisadores fizeram testes, e descobriram que quando derramavam líquidos diferentes, o vidro mudava de cor.